# David Rockefeller
David Rockefeller (New York City, 12. lipnja 1915. — New York City, 20. ožujka 2017.) bio je američki bankar, te istaknuti član ekstremno bogate obitelji Rockefeller, koja većinu svojeg bogatstva duguje iznimno profitabilnom poslovanju nekadašnjeg Standard Oil-a; kompanije koja je zbog protuzakonitog stvaranja monopola bila 1911. godine odlukom vlasti SAD-a prisilno razdijeljena na 34 kompanije. Tijekom života David Rockefeller uspio je ostvariti utjecaj dostojan nasljeđa jedne od najmoćnijih kapitalističkih dinastija u povijesti, te ga drži do danas.
Njegovo bogatstvo procjenjuje se na 3,3 milijarde dolara.

## Životopis
Rodio se u bogatoj obitelji oca Johna D. Rockeffellera ml. (1874. – 1960.), koji je sagradio znameniti Rockefeller centar i majke Abby Aldrich Rockefeller (1874. – 1948.). Djed mu je bio John D. Rockefeller (1839. – 1937.), nafni magnat, osnivač Standard Oila i obiteljske dinastije. Djetinjstvo je proveo u miljeu obilježenom neizmjernim luksuzom - 9-etažna kuća Rockefellerovih bila je najveća i najluksuznije privatno obitavalište u New Yorku, a obitelj je imala i razne druge dvorce.
Diplomirao je englesku povijest i književnost 1936. godine na Sveučilištu Harvard (cum laude, tj. s osobitom pohvalom Sveučilišta), nakon čega radi u obiteljskoj banci u Londonu i pohađa postdiplomske studije na Harvardu i na jednako uglednoj London School of Economics - koja u to vrijeme prima od Rockefellerovih tako značajnu financijsku potporu da LSE dobiva nadimak "Rockefeller Baby". Doktorat iz područja ekonomske znanosti stekao je 1940. godine na Sveučilištu u Chicagu, ustanovi koju je 1890. godine osnovao njegov otac John D. Rockefeller.
Godine 1940. godine zaposlio se u upravi New Yorka, uz slavnog gradonačelnika Fiorella la Guardiu: ondje je službeno kao pripravnik, ali mu je dodijeljen ured kojega inače koristi zamjenik gradonačelnika.
Tijekom Drugog svjetskog rata (1939. – 1945.) služio je u vojnoj obavještajnoj službi, na poslovima vezanima uz gospodarsku špijunažu, a kraj rata je dočekao s činom satnika. U tom je razdoblju bio sedam mjeseci akreditiran kao ataše kod Američkog veleposlanstva u Parizu.
Od 1946. do 1981. godine bio je dužnosnik (od 1969. do 1980. glavni izvršni direktor) u Chase Manhattan Bank (danas JP Morgan and Chase Bank), vodećoj svjetskoj banci i uporištu dinastije Rockefeller iz vremena Standard Oil-a.
Slično kao što poslovanje dinastije Rockefeller - koja u najvećoj mjeri nastoji zaslužiti povjerenje američke i svjetske javnosti vrlo obilnim humanitarnim donacijama - stoji i nakon 1911. godine pod stalnom sumnjom je li doista propustila tajno koordinirati poslovanje kompanija koje su nastale razbijanjem njihovog globalnog naftnog monopola (među tim kompanijama je, primjerice, Saudi Aramco, glavni akter u crpljenju nafte u Arapskom zaljevu, te - prema procjeni "Financial Timesa" iz 2010. god. - najvrjednija kompanija na svijetu), tako i javno poznate aktivnosti Davida Rockefellera izazivaju nedoumice u pogledu ciljeva i dosega povezivanja financijske i političke moći, koju on uspješno provodi.
David Rockefeller je 1954. godine pokrenuo Bilderberg grupu, gdje do danas neprikosnoveno odlučuje o pozivanju novih članova, a 1973. godine osnovao je Trilateralnu komisiju. Utjecaj tih udruženja na svjetska kretanja je velik, ali ne do kraja prepoznatljiv.

## Filantrop
Među mnogim filantropskim aktivnostima Davida Rockefellera nalazimo 1994. godine osnovan "David Rockefeller Center for Latin American Studies", koji djeluje u okrilju Sveučilišta Harvard (s uredima u Latinskoj Americi) i nastoji osigurati multidisciplinarni uvid u stvarne društvene i ekonomske procese u Latinskoj Americi, te osigurati povezivanje znanstvenika i studenata iz SAD-a s onima u Latinskoj Americi.
Za svoga života donirao je gotovo dvije milijarde dolara, među kojima se ističu donacije Muzeju moderne umjetnosti u New Yorku i Sveučilištu Rockefeller.

## Obitelj
Oženio se s Margaret "Peggy" McGrath (1915. – 1996.) dana 7. rujna 1940. godine s kojom je imao šestero djece:
1. David Rockeffeller ml. (r. 1941.)
2. Abigail Aldrich "Abby" Rockefeller (r. 1943.)
3. Neva Rockefeller Godwin (r. 1944.)
4. Margareth Dulany Rockefeller (r. 1947.)
5. Richard Gilder Rockefeller (1949. – 2014.)
6. Eileen Rockefeller Growald (r. 1952.)

## Vanjske poveznice
- Službene stranice Trilateralne komisije
- Poznati bankar i filantrop David Rockeffeller preminuo u 101 godini života, pristupljeno 21. ožujka 2017.